# Storia costituzionale francese
In diritto ed in storia, la Costituzione francese è un importantissimo testo normativo dai riflessi sociali, culturali, storici e politici di stringente importanza per l'Europa occidentale degli ultimi secoli. La storia del diritto francese annovera ben 15 costituzioni, delle quali alcune non applicate.
Nacque munita del valore giuridico di Carta suprema dell'ordinamento giuridico della Francia, il 13 settembre 1791 ed entrò in vigore il successivo 1º ottobre. Le successive modificazioni hanno nel tempo marcato i cambiamenti sociali e politici della nazione francese, dividendo la sua storia recente in epoche fra loro ben distinte e note. La costituzione in vigore è stata approvata nel 1958, dando vita alla Quinta Repubblica.

## La prima Costituzione (1791)
La prima Carta Costituzionale, entrata in vigore il 1º ottobre 1791, seguiva di poco la Dichiarazione dei diritti dell'uomo e del cittadino (3 novembre 1789); questa, che a sua volta seguiva di un decennio l'analoga Carta della Virginia (USA) del 1776.
Fu voluta dall'Assemblea Nazionale (il Parlamento unicamerale francese), che nel frattempo aveva assunto funzioni costituenti, proprio perché si ritenne che fosse opportuno raggiungere intanto un accordo sui principi fondamentali che la redigenda costituzione doveva rappresentare. La preparazione della Dichiarazione fu dunque considerata una sorta di pre-discussione di quanto, opportunamente rastremando ed affinando i principi ritenuti fondamentali, sarebbe stato contenuto nella costituzione.
Fu redatta, questa prima costituzione, da un apposito Comité de Constitution e votata da un'Assemblea nazionale costituente (derivata nella sua formazione dagli Stati Generali). Influenzata dal Terzo Stato e dai nobili, propose un sistema di monarchia parlamentare costituzionale, con buon uso (tecnicamente parlando) della separazione dei poteri di Montesquieu: il potere esecutivo era affidato al Re (allora Luigi XVI), il potere legislativo all'Assemblea elettiva, il potere giudiziario era indipendente e la garanzia della sua indipendenza era affidata all'elettività della carica. Confermava, però l'esclusione del popolo dai momenti decisionali.
Prevista inizialmente per un termine di 10 anni, non sarebbe durata a lungo: sarebbe stata travolta, come le istituzioni, dall'insurrezione popolare (rivolta delle Tuileries) del 1792, frutto della contrapposizione fra Girondini e Montagnardi.
L'Assemblea nazionale, in un clima incandescente, fu sostituita da un'autoproclamata Convenzione nazionale, nella prima fase tutta influenzata dai Girondini, che il 21 settembre avrebbe proclamato la Repubblica e in seguito istituito il Tribunale rivoluzionario ed organizzato il processo a Re Luigi.

## Le Costituzioni "rivoluzionarie"

### Anno I (1793)
Nel detto clima rivoluzionario, nel giugno 1793 i Montagnardi presero il sopravvento nella Convenzione ed il 24 giugno emanarono sia una nuova Dichiarazione dei Diritti dell'Uomo e del Cittadino, sia una nuova costituzione, detta stavolta dell'anno I (è da tener presente che dopo lunghe discussioni si decide di far partire dal 22 settembre 1792 una nuova era, quella repubblicana, scandita da un nuovo calendario, decristianizzato e organizzato secondo criteri di pura razionalità). La Costituzione dell'anno I fu sottoposta a suffragio popolare attraverso un referendum, che però registrò 5 milioni di astensioni su 7 milioni di votanti. Proponeva un sistema repubblicano, il suffragio universale maschile ed una sorta di federalismo, detto più propriamente "dipartimentalismo" (che si focalizzava principalmente sulla limitazione del privilegiato dipartimento di Parigi alla sola influenza spettante di un ottantatreesimo sul totale degli 83 dipartimenti nazionali).
La costituzione non ebbe applicazione, questo perché avrebbe fatto tornare il legislativo il centro di potere mentre in quel momento i montagnardi dovevano la propria egemonia ad una forte maggioranza nell'esecutivo, vale a dire il comitato di salute pubblica. Di conseguenza l'applicazione della nuova costituzione, ideata dai montagnardi stessi, avrebbe fatto perdere loro il comando. 
Restò però come documento ispiratore e di valore grandemente simbolico anche in epoche successive.

### Anno III (1795)
La Convenzione nel 1794 prese il nome dal Termidoro nel quale si era posta fine al governo rivoluzionario di Robespierre, e si preparò all'insediamento di un Direttorio. Rigettando la radicalità della Costituzione dell'anno I, fece approvare nel 1795 (con un plebiscito) la Costituzione dell'anno III, nella quale il suffragio universale era sostituito da un suffragio per due livelli di censo, e con la quale si riformò il sistema parlamentare instaurando un bicameralismo. A una camera, il Consiglio dei Cinquecento, fu affidata la funzione legislativa mentre una seconda camera, il Consiglio degli Anziani, esercitava una funzione di controllo (e veto) sulla legislazione. Il potere esecutivo era invece affidato ad un organo collegiale di cinque persone, Il Direttorio.
Questa costituzione, però, non prevedeva modalità di risoluzione delle eventuali conflittualità fra i poteri dello stato, né fra gli organi di questi poteri, aprendo la strada a possibili situazioni di stallo di cui terzi avrebbero potuto giovarsi. Terzi come Napoleone.

### Anno VIII (1800)
Dopo la presa di potere di Napoleone, con il colpo di Stato del novembre 1799, fu presto promulgata una nuova Carta, il 13 dicembre (poi ratificata da plebiscito nel febbraio del 1800). Questa istituì la funzione esecutiva del Consolato, ed indebolì i poteri legislativi a tutto vantaggio dell'esecutivo: al posto di Camera e Senato, si ebbero Senato, Tribunato, Consiglio di Stato e Corpo legislativo. Fu ristabilito il suffragio universale maschile.
Il Consolato, la più visibile innovazione, consisteva di un collegio di tre consoli eletti per 10 anni dal Senato, senza limiti alla loro eventuale rieleggibilità, ma di questi tre, due avevano solo funzioni consultive in favore del Primo Console, che aveva anche diverse attribuzioni legislative.

### Anno X (1802)
Il 2 agosto 1802, con un senatoconsulto, si apportarono alcune non essenziali modifiche alla carta vigente.
Con tali previsioni Napoleone di fatto divenne Primo Console a vita ed al Senato fu conferita la facoltà di sciogliere il Tribunato e il Corpo legislativo.

### Anno XII (1804)
Con quest'altro senatoconsulto del 18 maggio 1804, ratificato da plebiscito il successivo 6 novembre, fu istituito l'impero francese, di cui era titolare Napoleone.
Il titolo di imperatore era ereditario, in linea di discendenza maschile (ed eventualmente da continuarsi per adozione in mancanza di eredi). Furono inoltre create alcune cariche di grandi dignitari (che un po' si rifacevano alle rappresentanze istituzionali nobiliari) e di grandi ufficiali dell'impero.
Furono istituite anche due commissioni senatoriali, una per la repressione degli abusi di polizia, l'altra per la libertà di stampa e la repressione degli abusi della censura.

## Costituzione del 1814
Con la Prima Restaurazione, Re Luigi XVIII fu "indotto" a promulgare una 'Carta costituzionale' di fatto redatta dalle potenze vincitrici che, avendo sconfitto l'imperatore, avevano insediato per monarca il fratello cadetto di Luigi XVI, di nuovo un Borbone. Questa costituzione, emanata il 4 giugno 1814, era quindi diretta figlia del Congresso di Vienna e delle speculazioni politiche del Talleyrand.
La Carta, nel ristabilire la monarchia, apprendeva morbidamente talune innovazioni nel frattempo apportate dalla Rivoluzione e dall'Impero. Ad esempio, anche il Re era dichiarato sottomesso alla legge prevista dalla carta medesima, questione che, nella sua novità, fece discutere i giuristi su quale fosse il potere supremo, se il monarca o la Carta; si propese poi, deferentemente, per attribuire la supremazia al Re, poiché la Carta era stata da lui emanata e gli era dunque subalterna per fonte.
Si restaurò un bicameralismo nel quale la Camera dei Pari era di nomina regia, mentre la Camera dei Rappresentanti era eletta a suffragio per censo.

## Costituzione del 1815
Rincasato Napoleone dall'esilio dell'isola d'Elba, mise mano alla Carta suprema per riproporre concetti ordinamentali già introdotti nel periodo imperiale. Questa carta confermava infatti le disposizioni delle precedenti costituzioni ed espressamente apportava modifiche alle stesure dell'anno VIII, dell'anno X e dell'anno XII.
Sancì l'ereditarietà (ma non estesa ai figli adottivi) della Camera dei Pari, che diveniva di nomina imperiale.

## Costituzione del 1848
Il regno di Luigi Filippo d'Orléans, sostenuto dalla piccola e media borghesia francese in quanto fautore di una politica prudente e moderata, ma non reazionaria, iniziò a perdere consenso e sostegno con l'avanzare di forze più conservatrici rappresentate in politica da François Guizot. Nel 1848 gli eventi precipitarono: un raccolto insufficiente esasperò una crisi economica già latente. Il malcontento esplose in aperta ribellione e rivoluzione. Luigi Filippo abdicò il 24 febbraio 1848 in favore del nipote, l'Assemblea Nazionale approfittando della crisi dinastica proclamò invece, il giorno seguente, la Repubblica.
Riprendendo le prime tradizioni repubblicane, si decise di affidare la stesura della nuova costituzione ad un'Assemblea Costituente eletta a suffragio universale. Le elezioni si svolsero il 23 aprile con la partecipazione di circa 7 800 000 elettori sui 9 400 000 aventi diritto.
La costituzione è promulgata il 4 novembre 1848 ed è per molti versi innovativa rispetto ai tentativi repubblicani del 1793 e del 1795. Fondamentale è l'abbandono degli esecutivi collegiali tentati con il "Consiglio esecutivo" della costituzione giacobina dell'anno I o il "Direttorio" della costituzione borghese dell'anno III; si opta per la figura monocratica, e non è forse estranea l'influenza del modello americano, del Presidente della repubblica. Il Presidente è eletto a suffragio diretto (maschile) e a maggioranza assoluta; le elezioni si devono svolgere la seconda domenica di maggio (art. 46). Resta in carica per quattro anni (altra similitudine con il sistema americano) ma non è immediatamente rieleggibile (art. 45). A lui è delegato il potere esecutivo (art. 43).
In linea con la prima esperienza rivoluzionaria è invece la scelta di un organo legislativo unicamerale che riprenderà il nome di Assemblea Nazionale. L'assemblea è eletta totalmente ogni tre anni (art. 31) a suffragio diretto e universale (art. 24). I deputati sono 750 in rappresentanza anche delle colonie e dell'Algeria.
La cura posta dai costituenti nella redazione del testo del 1848 è stata forse superiore a quella dei tentativi seguiti alla prima rivoluzione, ma nulla risolve la potenziale contrapposizione tra un esecutivo forte della elezione diretta e il legislativo soprattutto quando come primo presidente della Repubblica viene eletto Luigi Napoleone Bonaparte.

## Costituzione del 1852
Il 10 dicembre 1848, Luigi Napoleone Bonaparte fu eletto Presidente della Repubblica. Nel 1851, non essendo riuscito a modificare l'art. 45 della cost. che impediva l'immediata rieleggibilità del Presidente, con l'aiuto dell'esercito mise in piedi un colpo di Stato. Luigi Napoleone affidò dunque a una commissione il compito di redigere il nuovo testo costituzionale. In meno di 24 ore, il giurista Troplong redasse un testo che fu firmato il giorno dopo (14 gennaio 1852) dal Presidente. Questo testo non era altro che un'imitazione della costituzione dell'anno VIII; prevedeva un potere esecutivo forte nelle mani di un presidente eletto per 10 anni, il quale possedeva il diritto d'iniziativa, il diritto di promulgare le leggi e di dichiarare lo stato d'emergenza. Il Senato non era altro che il conservatore della costituzione e il corpo legislativo non aveva più il diritto di iniziativa. (fonte: "Les constitutions de la France depuis 1789", di Jacques Godechot).

## Costituzione del 1875
La sconfitta nella Battaglia di Sedan e la conseguente resa di Napoleone III portò alla restaurazione, il 4 settembre del 1870, della Repubblica. Una nuova assemblea nazionale fu eletta per dotarla delle necessarie istituzioni.
Invero non fu compito facile: seppure Adolphe Thiers aveva assunto il nome ed esercitava le funzioni di Presidente della Repubblica, il partito monarchico era ancora forte nel paese. Per quasi 5 anni la Francia vivrà con la questione istituzionale sospesa, ma le divisioni fra i legittimisti e l'ostinazione del conte di Chambord nel disconoscere il tricolore francese come bandiera nazionale e nell'esigere al contrario il drappo bianco dei Borboni risolverà nel 1875 la questione in favore della definitiva e formale adozione della forma repubblicana.
Mancherà nella Terza Repubblica un documento costituzionale vero e proprio: la prassi di quei 5 anni aveva ben funzionato e un testo organico non fu ritenuto necessario. Vennero invece redatte alcune leggi costituzionali di cui tre fondamentali.
La legge del 24 febbraio 1875 istituisce il Senato. Il numero dei senatori è fissato in 300 (art. 1) di cui 225 eletti su base territoriale nei dipartimenti e nelle colonie, 75 dall'Assemblea nazionale. I senatori sono eletti per nove anni, salvo quelli di nomina dell'assemblea che sono inamovibili (art. 7), ogni tre anni si procederà a rinnovare un terzo del senato secondo un meccanismo che sopravviverà anche nella Quinta Repubblica. Al Senato come alta corte di giustizia sono chiamati a rispondere degli eventuali atti criminosi il presidente della Repubblica e i ministri, ma anche chiunque sia responsabile di atti contro la sicurezza dello Stato (art. 9).
La legge del 25 febbraio 1875 sui pubblici poteri organizza i rapporti tra esecutivo e legislativo. La Camera dei deputati e il Senato riunite in Assemblea nazionale eleggeranno ogni 7 anni il presidente della Repubblica. Il presidente eserciterà i poteri esecutivi nominando i ministri e tutti gli altri impiegati dello Stato (art. 3). Il presidente potrà sciogliere anticipatamente la Camera dei deputati, ma solo dopo aver avuto l'assenso del Senato e fermo che entro tre mesi devono svolgersi nuove elezioni (art. 5). Le camere e la presidenza della Repubblica sono stabilite a Versailles (art. 9).
La legge del 16 luglio del 1875 detta ulteriori norme e precisazioni completando le precedenti anche su punti importanti: organizzazione delle sessioni parlamentari (artt. 1 e 2); procedura temporale di elezione del nuovo presidente della Repubblica (art. 3); potere del presidente della Repubblica di chiedere una nuova deliberazione su un testo di legge (art. 7); messa in stato di accusa del presidente (art. 12).
Rispetto alle precedenti strutture costituzionali (ma non si considerino le costituzioni napoleoniche o monarchiche), la procedura di revisione costituzionale non è eccessivamente complicata. È sufficiente che entrambe le camere deliberino a maggioranza assoluta che una revisione costituzionale sia necessaria per poi riunirsi in Assemblea nazionale (ovvero in seduta comune) e qui deliberare la legge di revisione alla maggioranza assoluta dei membri dell'intera assemblea (art. 8 della legge 25 febbraio 1875). Proprio una legge di questo tipo sarà la legge del 10 luglio del 1940: affidando, nella rotta dell'esercito francese di fronte ai tedeschi, i pieni poteri al maresciallo Philippe Pétain. Questo segnerà la fine della Terza Repubblica, con la nascita dello Stato Francese.

## Costituzione del 1946
Terminata la seconda guerra mondiale la Francia libera guidata dal generale De Gaulle, promulgò una Legge costituzionale il 2 novembre 1945 che formalizzava il Governo provvisorio della Repubblica francese, e convocava per lo stesso novembre 1945 le elezioni per una Assemblea costituente. La bozza proposta fu però bocciata nel maggio 1946 da un referendum popolare.
Una seconda Assemblea Costituente Francese fu eletta nel giugno 1946 per la stesura di una nuova bozza di Costituzione. La costituzione fu approvata il 13 ottobre con un referendum e il regime repubblicano entrò ufficialmente in vigore in Francia dal 27 ottobre 1946.
Questa costituzione istituiva un sistema parlamentare "razionalizzato" da meccanismi di controllo reciproco tra organo esecutivo e legislativo. La costituzione venne rivista una volta, dalla legge del 7 dicembre 1954.

## Costituzione del 1958
L'attuale Costituzione francese è entrata in vigore il 4 ottobre 1958. Il testo, redatto da un'apposita commissione nominata da Charles de Gaulle, era stato approvato a larga maggioranza dall'elettorato il 28 settembre precedente.
Tale carta ha dato origine all'attuale sistema di governo francese, noto come Quinta Repubblica, caratterizzato da una forma di governo semipresidenziale.
Il tratto fondamentale della nuova Costituzione può essere trovato nel superamento del parlamentarismo, ritenuto causa di inefficienza nella gestione politica del paese, accompagnato dal rafforzamento dell'esecutivo e dalla centralità del ruolo svolto dal Presidente della Repubblica.